# ريكارد هيرمان
ريكارد هيرمان (بالألمانية: Richard Herrmann)‏ (مواليد 28 يناير 1923) هو لاعب كرة قدم. يلعب مع منتخب ألمانيا الغربية لكرة القدم. سبق له أن لعب في كأس العالم لكرة القدم مع منتخب بلاده.

## مسيرته الكروية
لعب ريكارد هيرمان خلال مسيرته الاحترافية مع ناديين في سبعة عشر موسمًا وسجل خلالها 100 هدف ضمن 319 مباراة. ولم يفز بأي موسم بالكأس أو بالدوري.
خاض ريكارد هيرمان مسيرته مع 1. FC Kattowitz ‏ في موسم 1941–42 ليلعب معه أربعة مواسم، لم يشارك في أي مباراة ولم يسجل أي هدف. ثم انتقل إلى نادي إف إس في فرانكفورت في موسم 1947–48 ليلعب معه ثلاثة عشر موسمًا، حيث شارك في 319 مباراة سجل خلالها 100 هدف.

## روابط خارجية
- ريكارد هيرمان على موقع الاتحاد الدولي (مؤرشف)  (الإنجليزية)
- ريكارد هيرمان على موقع قاعدة بيانات كرة القدم.إي يو (الإنجليزية)
- ريكارد هيرمان على موقع بيانات كرة القدم. دي إي (الألمانية)
- ريكارد هيرمان على موقع ناشيونال فوتبول تيمز (الإنجليزية)
- ريكارد هيرمان على موقع عالم كرة القدم.نت (الإنجليزية)